# Manu dans le 6/10
 (novembre 2020).
Pour les articles homonymes, voir Manu et Le 6/9.
Manu dans le 6/10  est une émission de radio dérivée du 6/9, présentée par Emmanuel Levy, diffusée sur la radio française NRJ depuis le 22 août 2011, du lundi au vendredi de 6 h à 9 h. Depuis la saison 5, l'émission est diffusée du lundi au vendredi de 6 h à 9 h 30. Depuis la saison 10, l'émission est diffusée du lundi au vendredi de 6 h à 10 h.

## Historique
À la rentrée de 2011, Manu Levy, qui animait la matinale de Fun Radio, remplace Nikos Aliagas et son 6/9,. Ce dernier part en effet pour Europe 1, et ses compères Mustapha El Atrassi et Karine Ferri quittent aussi NRJ. Le 6/9 change alors complètement d'équipe pour s'intituler Manu dans le 6/9. Manu arrive avec l'équipe qu'il avait à Fun Radio : Grégory Vacher et Élodie Gossuin. L'émission est produite par Mourad Moqaddem et le standard est tenu par Oriane Halévi,. Lors de première saison, l'émission réunit en moyenne trois millions d'auditeurs.
Une deuxième saison débute le 27 août 2012 sans Elodie Gossuin ni Grégory Vacher,. Ils sont remplacés par Stéphanie Loire et Anthon Mehl. Anthon Mehl décide dès le 7 janvier 2013 pour une raison inconnue de se retirer de la matinale.[réf. souhaitée] Le 28 juin 2013, lors de la dernière émission de la saison 2, Stéphanie Loire annonce qu'elle quitte la matinale.[réf. souhaitée]
L'émission revient pour une troisième saison le 26 août 2013 avec Manu Levy, Mélanie Angélie (ancienne animatrice d'Europe 1), Mourad Moqaddem et Niko du web.[réf. souhaitée]
Manu Levy et son équipe clôturent la saison 4 en direct de Cap Estérel le 26 juin 2015 puis, l'année suivante, la saison 5, en direct de Le Grau-du-Roi le 24 juin 2016[réf. souhaitée]. À l'issue de cette saison 5, Mélanie Angélie et Mourad Moqaddem (producteur de l'émission) disparaissent de la matinale sans qu'aucune explication ne soit donnée par Manu Levy.[réf. souhaitée]
En juin 2017, Manu Lévy annonce la signature d'un contrat de 2 ans supplémentaires avec NRJ pour l'émission Manu dans le 6/9. Le 30 juin 2017, durant la dernière émission en direct du Grau-du-Roi, Oriane Halévi annonce qu'elle ne reviendra pas dans l'émission à la rentrée 2017.[réf. souhaitée]
En septembre 2017, Laure Cohen et Pauline Bordja, deux ex-animatrices du Virgin Tonic, arrivent dans l'équipe de Manu.
À la rentrée 2018, Laure Cohen quitte l'équipe et est remplacée par Isabelle Giami.
À la dernière émission de la saison 2018-2019, en direct de Saint-Tropez, Niko annonce à son tour qu'il quitte l'émission, alors qu'il accompagnait Manu depuis ses débuts.
Au cours de la saison 9, l'émission gagne une heure d'émission en passant de 6 h-9 h 30 à 6 h-10 h 30 pendant la période de confinement due à une pandémie de coronavirus dès mars 2020 en France. À partir du 11 mai, l’émission retrouve les horaires habituels et progressivement, les animateurs retournent en studio.
Le 29 mai 2020, Manu Lévy annonce la signature d'un nouveau contrat. L’émission est donc reconduite pour une année supplémentaire avec 30 minutes d'émission en plus.
À la rentrée 2020, l'émission change de nom pour la première fois depuis 10 ans, dû au gain d'une demi-heure, son nouveau nom est « Manu dans le 6/10 sur NRJ ».
A l'occasion de la 15ème saison, l'émission changera de nom pour la deuxième fois depuis sa création, passant de "Manu dans le 6/10" à "Manu sur NRJ".

## Identité de l'émission

### Logo

Logo (3D) du 22 août 2011 à mars 2014
Logo de mars 2014 à juillet 2020
Logo depuis août 2020

### Générique
Manu dans le 6/10 n'a eu le droit qu'à un seul générique durant son existence, il est cependant remixé à chaque nouvelle saison.

« Manu, Manu u u u, Manu, dans le 6/10 (dans le 6/9 avant la saison 10), sur NRJ. »

## Équipes présentes à l'antenne(les ouins-ouins)

### Généralités
En 2011, Manu Lévy est l'animateur principal de l'émission. Entre 2011 et 2015, il fut assisté de un ou de deux coanimateurs nommés "les ouins-ouins" parmi les personnes suivantes : Élodie Gossuin, Grégory Vacher, Stéphanie Loire, Mélanie Angélie, Oriane Halévi, Mourad Moqaddem ou Anthon Mehl. Pour permettre le bon déroulement de l'émission, l'équipe s'appuie aussi sur des personnes dont les fonctions sont d'être standardiste, réalisateur, producteur ou webmaster. Manu Lévy est d'ailleurs son propre réalisateur depuis 2015 mais il est assisté par Romain Laplagne surnommé "Assistant Machin" puis "Professeur Machin".
Mélanie Angélie et Mourad Moqaddem ne font plus partie de l'émission depuis juin 2016 pour des raisons dont Manu ne s'est jamais expliqué. Oriane Halévi quitte l'émission en juin 2017, pour des raisons personnelles suivra Niko, deux ans plus tard, en juin 2019. En juillet 2020 Paulette annonce qu'elle quitte l'émission. En septembre 2022, Niko fait son retour en tant que producteur. Quant à Valentin Chevalier, surnommé auparavant « Glandu », il se fait désormais appeler « Valou ». En avril 2023 Aude Fraineau annonce son départ de l’émission.
À partir du 28 août 2023, il est entouré de Niko, producteur, Lorenza et Salomé.

### Équipes par saison
- Saison 2011/2012 : Manu, Élodie Gossuin, Grégory Vacher, Oriane Halévi, Mourad Moqaddem (producteur), Niko Papon (Niko du Web).
- Saison 2012/2013 : Manu, Stéphanie Loire, Anthon Mehl, Oriane Halévi, Mourad Moqaddem (producteur), Niko Papon (Niko du Web).
- Saison 2013/2015 : Manu, Mélanie Angélie, Oriane Halévi, Mourad Moqaddem (producteur), Niko Papon
- Saison 2015/2016 : Manu, Mélanie Angélie, Oriane Halévi, Mourad Moqaddem (producteur), Niko Papon, et Valentin Chevalier (stagiaire surnommé Glandu).
- Saison 2016/2017 : Manu, Oriane Halévi, Niko Papon, Valentin Chevalier.
- Saison 2017/2018 : Manu, Laure Cohen, Niko Papon, Valentin Chevalier, Pauline Bordja (Paulette du standard)
- Saison 2018/2019 : Manu, Isabelle Giami, Niko Papon, Valentin Chevalier, Pauline Bordja (Paulette)
- Saison 2019/2020 : Manu, Isabelle Giami, Valentin Chevalier, Pauline Bordja avec Titi au standard
- Saison 2020/2021 : Manu, Isabelle Giami et Valentin Chevalier avec Léa (au standard)
- Saison 2021/2022 : Manu, Isabelle Giami, Valentin Chevalier et Aude Fraineau
- Saison 2022/2023 : Manu, Isabelle Giami, Valentin Chevalier, Niko Papon (producteur) et Aude Fraineau. Cette dernière quitte l’équipe de l’émission en avril 2023[15]. Elle est alors remplacée jusqu’à la fin de la saison par Jérémy Berardi au standard. C’est à la fin de cette saison qu’Isabelle et Valou annonceront leur départ de l’émission[16].
- Saison 2023/2024 : Manu, Niko Papon (producteur), Salomé Lagresle, Lorenza Bradley[17] et Jérémy Berardi qui l’aide au standard.
- Saison 2024/2025 : Manu, Niko Papon, Salomé Lagresle, Lorenza Bradley, Florent Trevet (producteur), Jérémy Berardi (standard)[source secondaire souhaitée].

## Récompenses
Le jury du Grand Prix des Médias CB News a décerné, en septembre 2012, le prix de la meilleure émission de radio 2012 à Manu dans le 6/9.
Le 5 janvier 2017, l'émission a été élue meilleure émission radio française de 2016.

## Au-delà de l'émission

### Musiques
- En septembre 2011, Manu a repris, avec Sébastien Cauet, la chanson Jet Lag de Simple Plan (featuring Marie-Mai).
- Et le chat, il sert à quoi ? par Manu et Joyce Jonathan, en mai 2016.
- Nous les hommes on fait pipi debout par Manu et Keen'V, en septembre 2016.
- Les oiseaux ne pètent pas par Manu et sa fille Lily-Rose, en avril 2020.

### Produits dérivés
Deux fois par an, « le kit Manu dans le 6/10 »contenant des produits à l’effigie de l’émission est offert à certains auditeurs de l'émission tirés au hasard.